# Francisco Saro Gandarillas
Francisco Saro Gandarillas (Santander, 1941, Madrid, 2023) fue un historiador español.
Su principal campo de interés fue la historia de Melilla, en la que escribió Estudios Melillenses, notas sobre urbanismo, historia y sociedad de Melilla y Melilla en el cambio de siglo, siendo asimismo coautor de numerosos libros, entre los que destacan Arquitectura militar del siglo XIX : fortificación y neomedievalismo en los fuertes exteriores de Melilla y La campaña de Melilla de 1893-1894
Fue socio fundador de la Asociación de Estudios Melillenses, académico de la Real Academia de Historia.